# La Sarguilla
La Sarguilla es una localidad española del municipio de Aýna, perteneciente a la provincia de Albacete, en la comunidad autónoma de Castilla-La Mancha.

## Historia
Hacia mediados del siglo XIX, el lugar, perteneciente ya por entonces a Aýna, tenía contabilizadas 4 casas. Aparece descrito en el decimotercer volumen del Diccionario geográfico-estadístico-histórico de España y sus posesiones de Ultramar de Pascual Madoz de la siguiente manera:

SARGUILLA (la): ald. de 4 casas en la prov. de Albacete, part. jud. de Yeste, térm. jurisd. de Aina.
(Madoz, 1849, p. 864)

En 2022, tenía empadronados 12 habitantes.